# Gardien de la bourse privée
Le gardien de la bourse privée (Keeper of the Privy Purse en anglais), ou trésorier du roi/reine, est responsable des dépenses de la cour du souverain britannique.
Il est assisté du trésorier adjoint pour la gestion de la liste civile et des fonds destinés aux palais royaux. Il a aussi la charge de gérer tous les fonds couverts par la liste civile et les subventions.
Le trésorier adjoint l'aide aussi à gérer les entreprises semi-privée et certaines écuries de courses, la collection philatélique royale, le Royal Ascot, le Chapel Royal, les Pages of Honour, les Military Knights of Windsor, le Royal Maundy, l'ordre royal de Victoria, le duché de Lancaster et certains appartements offert par le roi. Les fonds proviennent en grande partie de la bourse privée, elle-même alimentée en grande partie par les revenus du duché de Lancaster.
Le gardien de la bourse privée rencontre le roi au moins une fois par semaine.
L'actuel gardien de la bourse privée est James Chalmers.

## Liste des gardiens de la bourse privée

### Henri VIII
- Henry Norris de 1526–1536 (exécuté 1536)
- Anthony Denny c. 1536[1]

### Édouard VI
- Peter Osborne 1551–1552

### ÉlisabethIre
- John Tamworth, 1559–1569[2]
- Henry Seckford 1559–1603[2]

### JacquesIer
- Richard Molyneux, 1607–?
- George Home, c. 1610–1611[3]
- John Murray 1611–1616[3]

### CharlesIer
- Richard Molyneux, 1616?–1636
- Robert Carr, 1636?–1639

### Charles II
- Henry Bennet, (1661–1662)
- Charles Berkeley, 1662–1665
- Baptist May 1665–1685

### Jacques II
- James Grahme, 1685–1689

### Guillaume III
- William Bentinck, 1689–1700
- Caspar Frederick Henning, 1700–1702

### Anne
- Sarah Churchill 1702–1711
- Abigail Masham 1711–1714

### GeorgeIer
- Caspar Frederick Henning, 1714–1727

### George II
- Augustus Schutz, 1727–1757
- Edward Finch, 1757–1760

### George III
- John Stuart, 1760–1763
- William Breton, 1763–1773
- James Brudenel, 1773–1811
- John McMahon, 1812–1817
- Benjamin Bloomfield, 1817–1822

### George IV
- William Knighton 1821–1830

### Guillaume IV
- Henry Wheatley 1830–1846

### Victoria
- George Edward Anson 1847–1849
- Charles Beaumont Phipps 1849–1866
- Charles Grey 1866–1867 (conjointement)
- Thomas Myddleton-Biddulph 1866–1878 (conjointement à 1867)
- Henry Ponsonby 1878–1895
- Fleetwood Edwards 1895–1901

### Édouard VII
- Dighton Probyn, 1901–1910

### George V
- William Carington 1910–1914
- Frederick Ponsonb 1914–1935
- Clive Wigram 1935–1936

### George VI
- Ulick Alexander 1936-1952

### Élisabeth II
- Charles George Vivian Tryon, 1952–1971
- Rennie Maudslay, 1971–1981
- Peter Miles, 1981–1987
- Shane Blewitt, 1988–1996
- Michael Peat, 1996–2002[4]
- Alan Reid, 2002–2017
- Michael Stevens 2018–2022[5]

### Charles III
- Sir Michael Stevens, 2022–2025
- James Chalmers, 2025–